# Bahnstrecke Bernartice u Javorníka–Javorník ve Slezsku
| Kursbuchstrecke (SŽ): | 295                  |                                                   |                                                   |
| Streckenlänge: | 5,199 km             |                                                   |                                                   |
| Spurweite: | 1435 mm (Normalspur) |                                                   |                                                   |
| Streckenklasse: | C4                   |                                                   |                                                   |
| Streckengeschwindigkeit: | 60 km/h              |                                                   |                                                   |
| |                      |                                                   |                                                   |
| \| \| \| von Lipová Lázně \| \| \| \| 0,000 \| Bernartice u Javorníka früher Barzdorf (ehem. Bf) \| Bernartice u Javorníka früher Barzdorf (ehem. Bf) \| \| \| \| nach Dziewiętlice (–Otmuchów) \| \| \| \| \| Račí potok \| \| \| \| \| Anst Agrochemischer Betrieb \| \| \| \| 5,199 \| Javorník ve Slezsku früher Jauernig \| Javorník ve Slezsku früher Jauernig \| |                      |                                                   |                                                   |
| Strecke |                      | von Lipová Lázně                                  | von Lipová Lázně                                  |
| Haltepunkt / Haltestelle | 0,000                | Bernartice u Javorníka früher Barzdorf (ehem. Bf) | Bernartice u Javorníka früher Barzdorf (ehem. Bf) |
| Abzweig geradeaus und ehemals nach rechts |                      | nach Dziewiętlice (–Otmuchów)                     | nach Dziewiętlice (–Otmuchów)                     |
| Brücke |                      | Račí potok                                        | Račí potok                                        |
| Abzweig geradeaus und von links |                      | Anst Agrochemischer Betrieb                       | Anst Agrochemischer Betrieb                       |
| Kopfbahnhof Streckenende | 5,199                | Javorník ve Slezsku früher Jauernig               | Javorník ve Slezsku früher Jauernig               |

Die Bahnstrecke Bernartice u Javorníka–Javorník ve Slezsku ist eine regionale Eisenbahnverbindung in Tschechien, welche ursprünglich durch die k.k. Staatsbahnen (kkStB) als Lokalbahn erbaut und betrieben wurde. Sie zweigt in Bernartice u Javorníka (Barzdorf) von der Bahnstrecke Lipová Lázně–Bernartice u Javorníka (–Dziewiętlice) ab und führt nach Javorník (Jauernig).
Nach einem Erlass der tschechischen Regierung ist die Strecke seit dem 20. Dezember 1995 als regionale Bahn („regionální dráha“) klassifiziert.

## Geschichte
Jauernig lag in einem der abgelegensten Winkel des einstigen Österreichisch-Schlesiens. Traditionell bestanden deshalb sehr enge Beziehungen zum preußisch-schlesischen Umland, welches nur wenige Kilometer entfernt war. Das Schloss Johannisberg in Jauernig war über zweihundert Jahre lang (bis 1945) der Sommersitz der Breslauer Bischöfe.
Nach der Eröffnung der grenzüberschreitenden Strecke Niederlindewiese–Barzdorf (–Ottmachau) wurde deshalb auch eine kurze Zweigbahn nach Jauernig geplant. Erbaut wurde sie als staatliche Lokalbahn, welche am 6. August 1896 eröffnet wurde. Den Betrieb führte zunächst die kkStB, nach dem Ersten Weltkrieg die neu gegründeten Tschechoslowakischen Staatsbahnen ČSD. 
Nach der Angliederung des Sudetenlandes an Deutschland im Herbst 1938 kam die Strecke zur Deutschen Reichsbahn, Reichsbahndirektion Oppeln. Im Reichskursbuch war die Verbindung nun Teil der KBS 151x Ottmachau–Barzdorf–Jauernig/Nieder Lindewiese. Nach dem Ende des Zweiten Weltkriegs kam die Strecke wieder vollständig zu den ČSD.  
Am 1. Januar 1993 ging die Strecke im Zuge der Auflösung der Tschechoslowakei an die neu gegründeten České dráhy (ČD) über. Seit 2003 gehört sie zum Netz des staatlichen Infrastrukturbetreibers Správa železniční dopravní cesty (SŽDC).
Heute wird die Strecke Bernartice u Javorníka–Javorník ve Slezsku zusammen mit der anschließenden Linie von Lipová-lázně als Einheit betrieben. Personenzüge verkehren in einem angenäherten Zweistundentakt mit werktäglichen Verstärkerfahrten. Im Güterverkehr besitzt die Strecke heute nur noch eine untergeordnete Bedeutung.

## Galerie

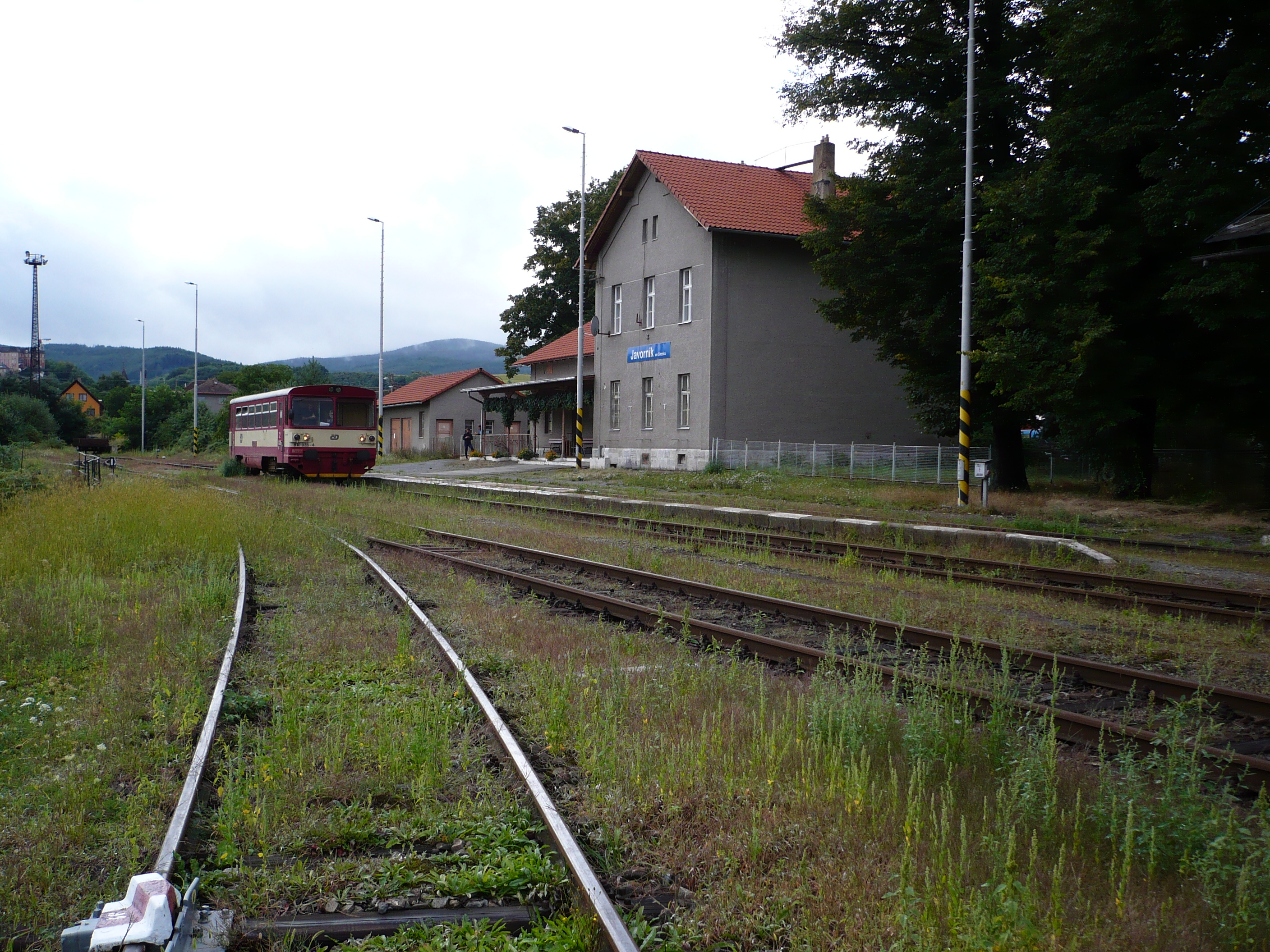
Bahnhof Javorník ve Slezsku
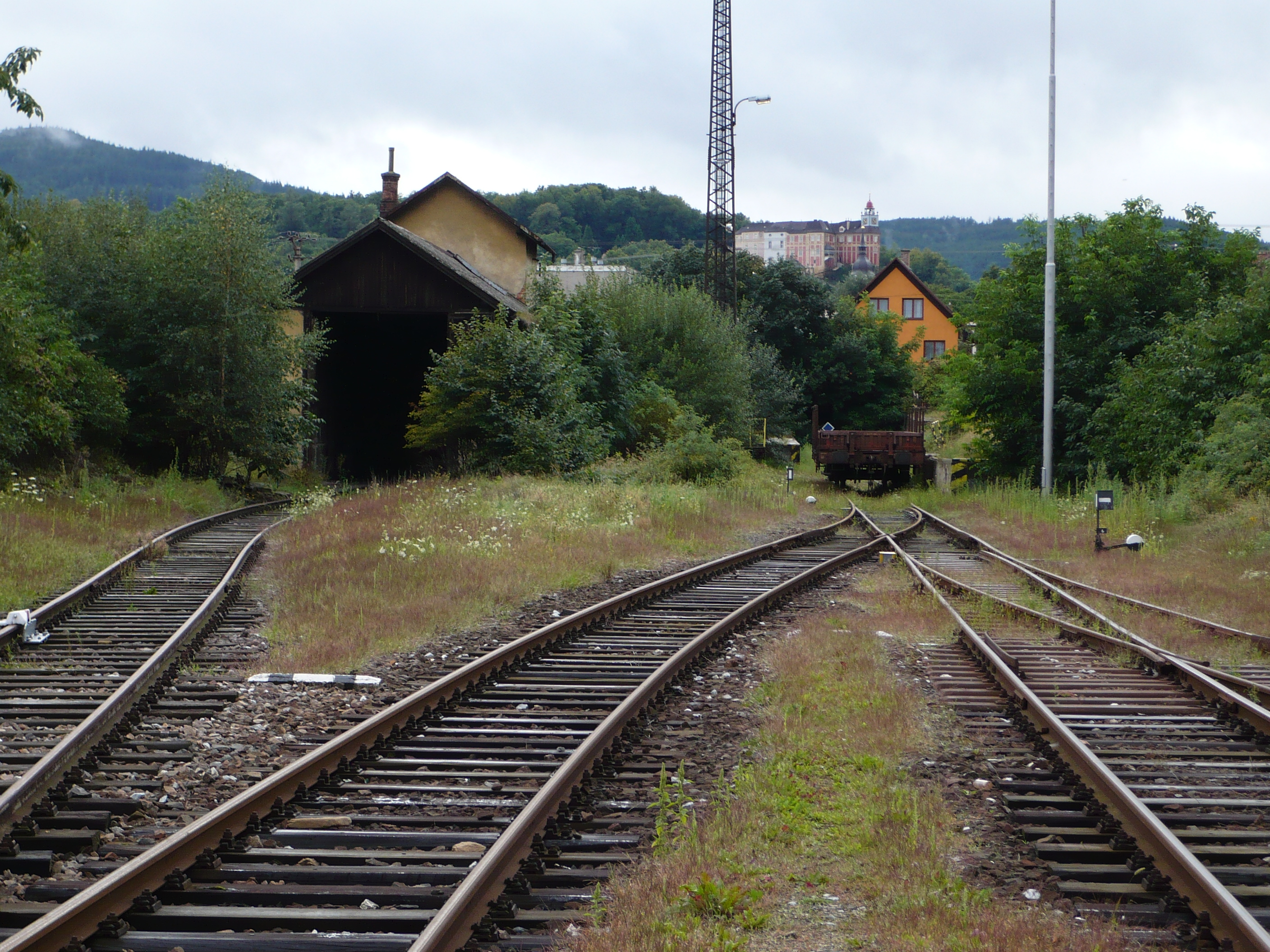
Gleisende mit Lokschuppen in Javorník ve Slezsku
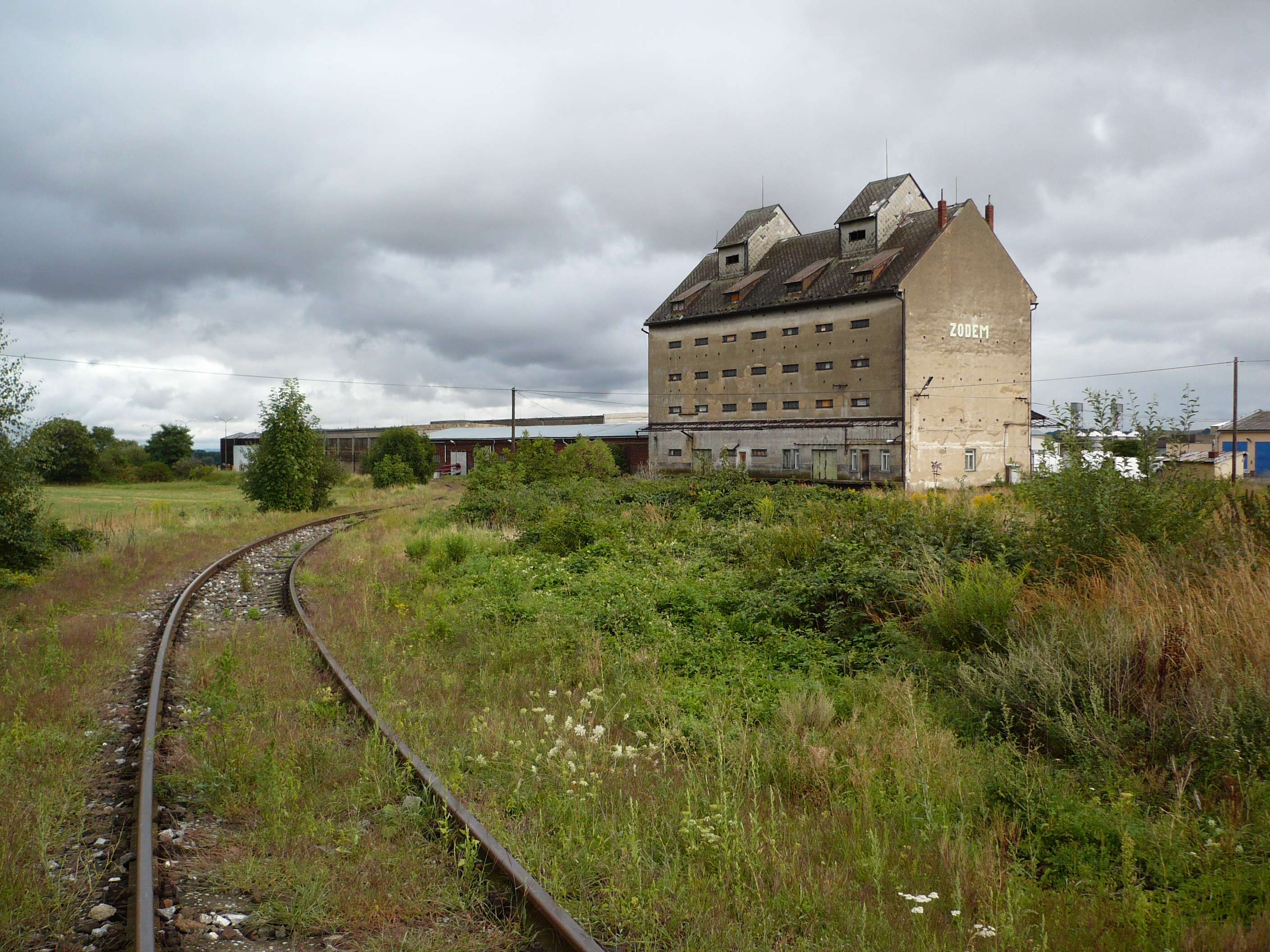
Anschlussbahn in Javorník ve Slezsku